# Пинилья, Филипе
Луис Фелипе Пиньлья Астудильо (исп. Luis Felipe Pinilla Astudillo; 24 сентября 1997 года, Ла-Лигуа, Чили) — чилийский футболист, играющий на позиции нападающий. Ныне выступает за чилийский клуб «Сантьяго Уондерерс».

## Карьера
Воспитанник клуба «Универсидад де Чили». С 2015 года — игрок основной команды. 26 апреля 2015 года дебютировал чилийском чемпионате в поединке против «Ньюбленсе», выйдя на замену на 63-й минуте вместо Себастьяна Убильи. Всего в дебютный сезон провёл две встречи. 30 августа 2015 года забил первый мяч в профессиональном футболе в ворота «Палестино».
Летом 2016 года был отдан в годичную аренду в клуб «Иберия Лос-Анхелес», который выступал во втором чилийском дивизионе. За «Иберию» Пинилья провёл 12 встреч и забил 2 мяча, дебютировав 31 июля 2016 года в поединке против «Унион Сан-Филипе». Летом 2017 года отправился в такую же годичную аренду в клуб Примеры «Сантьяго Уондерерс», где дебютировал 30 июля 2017 года в поединке против «Унион Эспаньола», выйдя на замену на 63-й минуте вместо Матиаса Фернандеса.